# Hoquiam (Washington)
Hoquiam (pronunciación inglesa /ˈhoʊkwiəm/) es una ciudad ubicada en el condado de Grays Harbor en el estado estadounidense de Washington. En el año 2000 tenía una población de 9097 habitantes y una densidad poblacional de 383,0 personas por km².

## Geografía
Hoquiam se encuentra ubicada en las coordenadas 46°58′49″N 123°53′8″O / 46.98028, -123.88556.

## Demografía
Según la Oficina del Censo en 2000 los ingresos medios por hogar en la localidad eran de 29 658 $, y los ingresos medios por familia eran 34 859 $. Los hombres tenían unos ingresos medios de 33 417 $ frente a los 23 558 $ para las mujeres. La renta per cápita para la localidad era de 15 089 $. Alrededor del 19,0 % de la población estaban por debajo del umbral de pobreza.